# Музей стекла Алексея Зеля
Музей стекла Алексея Зеля — учреждение культуры декоративно-прикладной направленности. В экспозиции представлено художественное стекло, созданное народным художником России Алексеем Зелем (1944—2017).
Работает как экспозиция от Калужского музея изобразительных искусств. Расположен в г. Калуга, ул. Ленина, д. 116 (в помещениях комплекса калужского Гостиного двора). Это единственный музей Алексея Зеля в России.
Проводятся экскурсии

## История
Музей открыт 28 декабря 2016 года Калужским музеем изобразительных искусств в одном из корпусов памятника архитектуры федерального значения «Гостиные ряды» как новая выставочная экспозиция. Комплекс гостиного двора был за год до этого (2015) капитально отремонтирован. Решение экспонировать произведения Алексея Зеля в Калуге принято наследниками художника, это подарок городу, в дни кончины художника коллекция находилась в Калуге, и было решено её там оставить.
Музей ремонтировался с сентября 2019 года по июнь 2020, после чего возобновил работу в двух залах — крупных работ и цветочной миниатюры: природа, цветы и растения

## Экспозиция

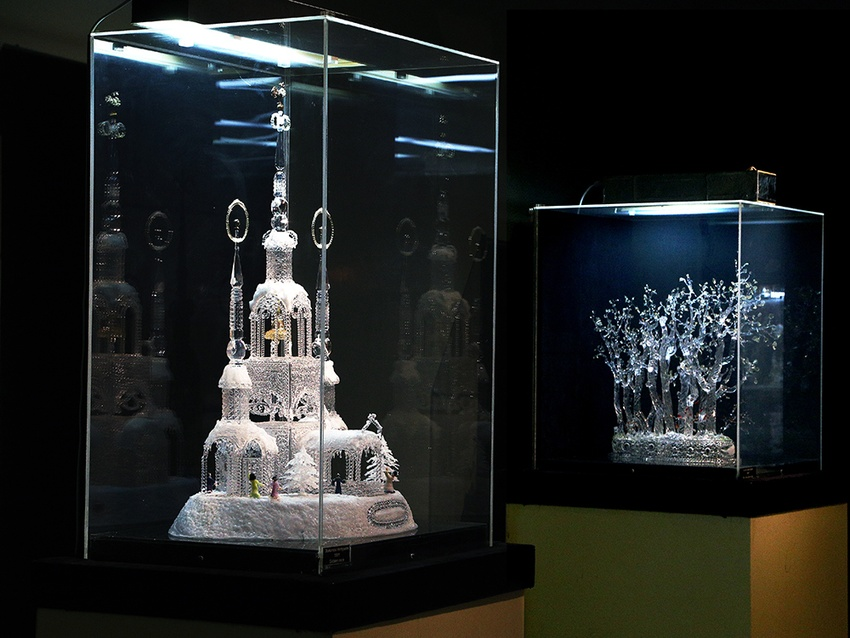
В зале музея

Экспозицию составляют работы Алексея Зеля, с 1993 года — народного художника России. Художник самостоятельно освоил профессию стеклодува, работал с кварцевым стеклом и создавал изделия изящного и тонкого исполнения. Ничего подобного не создано ни в стране, ни за рубежом.
Среди представленных работ — «Аквариум», «Хризантемы», «Бабье лето», «Коралловый риф», «Длиннохвостые синицы», «Доброе сердце», «Прикосновение», «Нарциссы», «Шиповник», «Лиса и виноград», «Икебана», «Страусы Нанду», сосуды «Весна» и «Восточный», «Воришки», серия «Пасхальные яйца», «Золотой петушок» (портрет Пушкина). Работа «Аллеи Анны Керн» (неофициальная визитная карточка музея) была задействована в съёмках фильма «Барышня-крестьянка». Для экспонатов организована специальная подсветка